# 耿寿姬
耿寿姬（？—518年），中国南北朝时期北魏文成帝拓跋濬的嫔妃。
耿寿姬是定州钜鹿曲阳人，父亲耿绍，为建中将军、魏郡太守。母亲是冀州勃海人吴氏。兄长耿神宝，魏献文帝时行顺州、定州。堂兄弟耿世明，为郡功曹，督护本县令。耿世明之子耿海宾为郡功曹，复为郡中正。魏孝明帝神龟元年（518年）三月初八日耿寿姬去世。

## 家系
- 耿绍
  - 耿神宝
  - 耿寿姬
- 耿某（耿绍弟）
  - 耿世明
    - 耿海宾